# Jymie Merritt
Jymie Merritt (3. května 1926 Filadelfie – 10. dubna 2020 tamtéž) byl americký jazzový kontrabasista. Začínal jako hráč na tenorsaxofon, ale v roce 1943 odešel do armády a byl tak donucen vzdát se hraní hudby. Když se z armády vrátil, nemohl kvůli nemoci pokračovat ve hraní na saxofon a přešel tedy ke kontrabasu. Svou profesionální kariéru zahájil v roce 1949 a brzy poté se stal členem kapely Bull Moose Jacksona. V roce 1958 se stal členem skupiny Jazz Messengers bubeníka Arta Blakeyho. Během své kariéry spolupracoval s mnoha dalšími hudebníky, mezi které patří Sonny Clark, Dizzy Reece, Lee Morgan, Wayne Shorter nebo B. B. King. Je otcem kontrabasisty Mika Merritta. Zemřel na rakovinu jater ve věku 93 let.